# Tawny Newsome
Tawny Ellain Newsome (Vacaville, California, 24 de febrero de 1983) es una música, comediante y actriz estadounidense conocida por interpretar a Chelsea Leight-Leigh en Bajillion Dollar Propertie$, coprotagonizar Space Force y la tercera temporada de Brockmire, y copresentar el podcast Yo, Is This Racist?. También es cantante en la banda Four Lost Souls y prestó su voz a uno de los personajes principales, Beckett Mariner, en la serie de animación Star Trek: Lower Decks.

## Biografía
Tawny Newsome nació en 1983 en Vacaville, California y creció en un rancho. Durante su juventud asistió a la Escuela de Teatro de la Universidad DePaul en Chicago, donde comenzó su carrera en la comedia con la compañía de teatro, Second City.En esa época era cantante de respaldo en una banda tributo a Talking Heads durante las giras. Esto más tarde la llevó a ser elegida para trabajar en la serie de televisión de 2016, Documentary Now!, en un papel similar. Sus primeros papeles importantes en televisión fueron como Chelsea Leight-Leigh en Bajillion Dollar Propertie$ y Nina en The Comedy Get Down.
En 2019 fue parte del elenco principal de la serie Brockmire en su tercera temporada. También participó en el episodio piloto de ABC Woman Up de 2019. Fue elegida como actriz principal de voz en la serie de animación para adultos Star Trek: Lower Decks de la CBS All Access. A partir de 2020, ha aparecido como la mayor Angela Ali en la serie Space Force de Netflix. Desde 2020, Newsome ha sido coanfitriona de Star Trek: The Pod Directive, el pódcast oficial de la franquicia Star Trek, junto con el comediante Paul F. Tompkins.
Newsome ha sido coanfitriona del pódcast Yo, Is This Racist? junto a Andrew Ti desde 2018. ¡También aparece como invitada frecuente en otros pódcasts como Comedy Bang! Bang!  y Spontaneanation con Paul F. Tompkins.
Además de su faceta como actriz también es música y miembro de la banda Four Lost Souls junto a Jon Langford, Bethany Thomas y John Szymanski. El grupo lanzó su álbum debut homónimo en 2017.

## Vida personal
Tawny Newsome se casó alrededor de 2013 con Nate Urbansky, que trabaja en tecnología, personal creativo y minoristas de medios y, además, está vinculado con Harper Radio WHCM.

## Filmografía

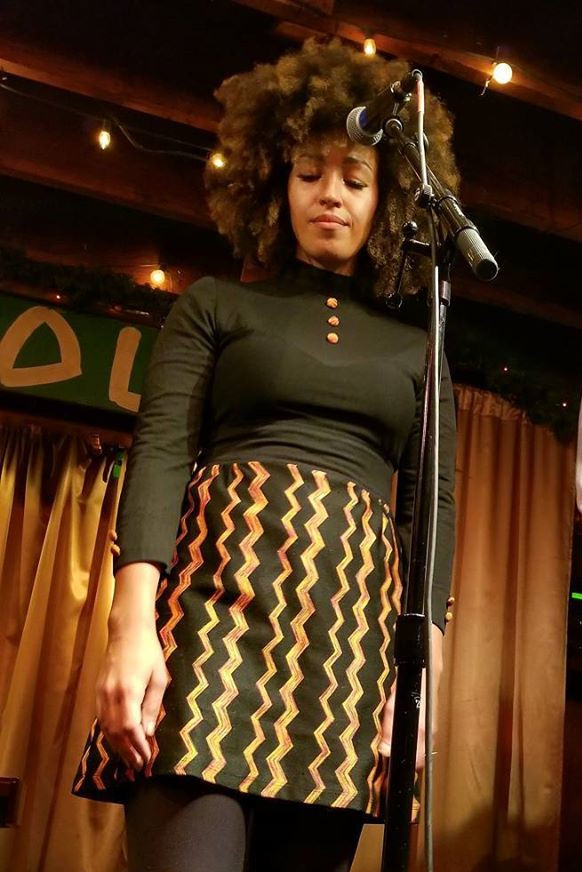
Tawny Newsome durante una actuación en el Hideout Inn el 18 de enero de 2018

### Cine
| Año  | Título               | Papel                     | Notas | Ref. |
| ---- | -------------------- | ------------------------- | ----- | ---- |
| 2015 | Uncle John           | Chica hipster simpática   |       |      |
| 2016 | Einstein's God Model | Marcel Gutiérrez          |       |      |
| 2018 | Canal Street         | Kai                       |       |      |
| 2019 | Spies in Disguise    | Empleada de la Agencia #1 | Voz   |      |
| 2021 | How It Ends          | Celine                    |       |      |
| 2021 | Vacation Friends     | Brooke                    |       |      |
| 2023 | Quiz Lady            | Mercedes                  |       |      |

### Televisión
| Año           | Título                                                | Papel                         | Notas | Ref.   |
| ------------- | ----------------------------------------------------- | ----------------------------- | --- | ------ |
| 2013          | Chicago Fire                                          | Jen                           | Episodio: «A Problem House»                                                                                                   |        |
| 2014          | Crisis                                                | EMT                           | Episodio: «Best Laid Plans»                                                                                                   |        |
| 2015          | Sirens                                                | Jami                          | Episodio: «Balls» |        |
| 2016          | 2 Broke Girls                                         | Chrissy                       | Episodio: «And the Basketball Jones»                                                                                          |        |
| 2016          | Comedy Bang! Bang!                                    | Worried Mom                   | Episodio: «Zach Galifianakis Wears Rolled Khakis and Shoes with Brown Laces»                                                  |        |
| 2016          | Take My Wife                                          | Pam                           | Episodio: «Punchline» |        |
| 2016          | Documentary Now!                                      | Backup Singer                 | Episodio: «Final Transmission»                                                                                                |        |
| 2016–2019     | Bajillion Dollar Propertie$                           | Chelsea Leight-Leigh          | Papel principal; 34 episodios                                                                                                 |        |
| 2017          | Nobodies                                              | Grace                         | 3 episodios |        |
| 2017          | The Carmichael Show                                   | Jessica                       | Episodio: «Three Year Anniversary»                                                                                            |        |
| 2017          | Do You Want to See a Dead Body?                       | Marion                        | Episodio: «A Body and a High School Reunion (with Joe Lo Truglio)»                                                            |        |
| 2017          | The Comedy Get Down                                   | Nina                          | 10 episodios |        |
| 2019          | Brockmire                                             | Gabby Taylor                  | 6 episodios |        |
| 2019          | The New Negroes with Baron Vaughn and Open Mike Eagle | Performer                     | Episodio: «Money» |        |
| 2019          | HarmonQuest                                           | Donna (voz) / ella misma      | Episodio: «Ivory Quay» |        |
| 2019          | Big Mouth                                             | (voz)                         | Episodio: «Duke» |        |
| 2019          | Perfect Harmony                                       | Georgia                       | 3 episodios |        |
| 2019–2020     | El mundo de Craig                                     | Jasmine Williams (voz)        | 3 episodios |        |
| 2019–2022     | Sherman's Showcase                                    | Varios                        | 5 episodios |        |
| 2020          | Superstore                                            | Isabel                        | Episodio: «Zephra Cares» |        |
| 2020          | The Twilight Zone                                     | Zara Delancey                 | Episodio: «Ovation» |        |
| 2020          | Aunty Donna's Big Ol' House of Fun                    | La Reina                      | Episodio: «Dinner Party» |        |
| 2020–2022     | Space Force                                           | Angela Ali                    | Papel principal |        |
| 2020–presente | Star Trek: Lower Decks                                | Alférez Beckett Mariner (voz) | Papel principal, 3 temporadas Nominada a los Critics' Choice Super Award como mejor actriz de voz en una serie animada (2021) | [ 14 ] |
| 2021          | True Story                                            | Billie                        | 6 episodios |        |
| 2022          | Physical                                              | Wanda                         | 5 episodios |        |
| 2022          | Tuca & Bertie                                         | (voz)                         | Episodio: «Leveling Up» |        |
| 2022          | Murderville                                           | Mayor Palmer                  | Episodio: «Who Killed Santa? A Murderville Murder Mystery»                                                                    |        |